# Sân bay Francisco de Sá Carneiro
Sân bay quốc tế Dr. Francisco de Sá Carneiro (IATA: OPO, ICAO: LPPR) cũng gọi là Sân bay Porto hay Sân bay Pedras Rubras là sân bay quốc tế ở Porto, Bồ Đào Nha. Sân bay này nằm cách trung tâm thành phố 6 dặm về phóa tây bắc, do Aeroportos de Portugal vận hành. Sá Carneiro hiện là sân bay tấp nập thứ 3 ở quốc gia này tính về lượt chuyến cũng như lượt khách, sau Sân bay Lisboa và Sân bay Faro. Sân bay này nằm chủ yếu ở Moreira, đô thịMaia.
Sân bay này được đặt tên theo nhà chính trị Bồ Đào Nha Francisco de Sá Carneiro, người bị thiệt mạng trong một tai nạn rơi máy bay khi ông đang trên máy bay tới sân bay này.

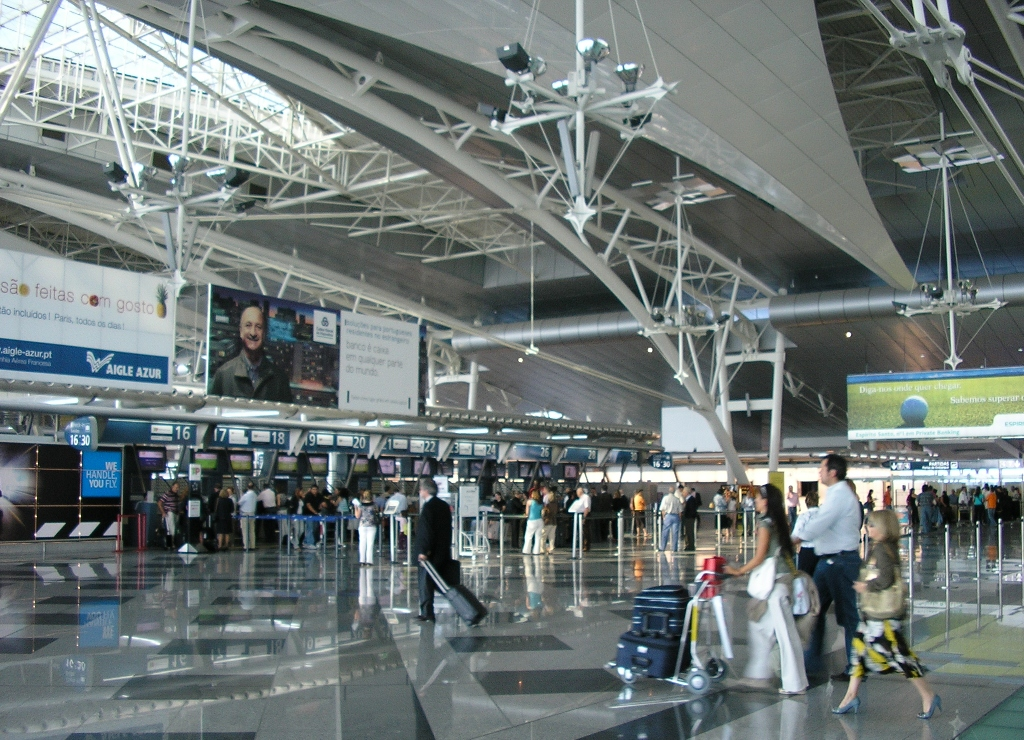
Bên trong sân bay

Sân bay này nhận được giải thưởng sân bay tốt nhất châu Âu và tốt thứ 4 thế giới theo xếp hạng cho các sân bay có ít hơn 15 triệu lượt khách mỗi năm. Giải thưởng chất lượng dịch vụ sân bay này đã được Airports Council International (ACI) thông báo ngày 25 tháng 2 năm 2008.

## Các hãng hàng không và các tuyến điểm
- Aigle Azur (Paris-Orly)
- airberlin (Palma de Mallorca)
- Air France
  - operated by Régional (Bordeaux)
- Air Transat (Montreal-Trudeau, Toronto-Pearson)
- British Airways (London-Gatwick) [bắt đầu ngày 26 tháng 10]
- Brussels Airlines (Brussels)
- Clickair (Barcelona)
- easyJet (Basel/Mulhouse, Geneva, Lyon, Paris-Charles de Gaulle)
- Iberia (Madrid)
  - operated by Air Nostrum (Madrid)
- Lufthansa (Frankfurt)
- Luxair (Luxembourg)
- Ryanair (Barcelona-Girona, Birmingham [begins June 20], Bristol, Brussels-Charleroi, Dublin [theo mùa], Frankfurt-Hahn, Liverpool, London-Stansted, Madrid, Marseille, Milan-Bergamo, Paris-Beauvais, Pisa, Valencia)
- SATA International (Boston [seasonal], Ponta Delgada, Toronto-Pearson)
- Swiss International Air Lines (Zürich) [theo mùa]
- TAP Portugal (Caracas, Funchal, Hamburg, Lisbon, London-Gatwick, London-Heathrow, Newark, Paris-Charles de Gaulle, Paris-Orly, Rio de Janeiro-Galeão, Salvador, São Paulo-Guarulhos)
  - operated by Portugália (Amsterdam, Barcelona, Brussels, Geneva, Lisbon, Lyon, Luxembourg, Madrid, Milan-Malpensa, Nice, Paris-Charles de Gaulle, Rome-Fiumicino, Zürich)
- TACV (Sal) [theo mùa]
- TUIfly (Cologne/Bonn, Stuttgart, Hamburg [theo mùa])
- transavia.com (Paris-Orly)
- Volareweb (Milan-Malpensa)

## Các hãng bay thuê bao
- Skyservice (Toronto-Pearson)